# Gesù è morto per i peccati degli altri
Gesù è morto per i peccati degli altri è un film del 2014 diretto da Maria Arena. Il documentario tratta la transessualità nel mondo della prostituzione. Il film è stato presentato in concorso al Festival dei popoli il 3 dicembre 2014.

## Trama
Franchina, Meri, Alessia, Marcella e le altre sono prostitute, prostituti e trans che vendono il proprio corpo da decenni nel quartiere San Berillo di Catania, degradato e conteso da interessi criminali. Per avere un futuro diverso, le "Belle" di San Berillo si iscrivono a un corso per badanti.

## Accoglienza

### Critica
FilmTv.it ha dato al film 3 stelle su 5 scrivendo che: